# Lo siento mi amor
Lo siento mi amor en una canción compuesta por el compositor Manuel Alejandro y por Ana Magdalena para el álbum De ahora en adelante de Rocío Jurado.

## Descripción
En la canción una mujer comunica a su amado el fin de relación, ya que ha desaparecido su deseo sexual hacia él (Hace tiempo que no siento nada al hacerlo contigo) y además ha iniciado otra relación. En la temática de la canción se ha querido leer una manifestación de feminismo y liberación de la mujer superando los roles que la sociedad española del momento les tenía asignados.

## Otras versiones
Interpretada a dúo por Rocío Jurado con Paulina Rubio en 2005. Versionada por Falete. Kika Edgar la grabó en 2007 en el álbum del mismo título. La fallecida cantante México-estadounidense Jenni Rivera grabó el tema en dos versiones pop y banda para su exitoso álbum Joyas prestadas en el año 2010. En 2023 la artista Pilar Boyero la grabó en directo durante uno los conciertos que ofreció con el espectáculo "Algo se nos fue contigo", homenaje a Rocío Jurado.

## En la cultura popular
El título del tema da nombre también a un cortometraje del español Eduardo Casanova de 2017.
Este tema forma parte del exitoso musical mexicano Mentiras: el musical estrenado en el año 2009, el cual está basado en las canciones más exitosas en México durante los años 80.